# Juan Martínez Abades

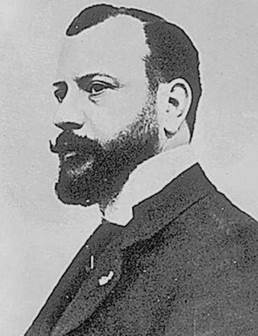
Juan Martínez Abades

Juan Tomás Martínez Abades (* 7. März 1862 in Gijón, Spanien; † 19. Januar 1920 in Madrid) war ein spanischer Maler, Illustrator, Komponist und Dichter.

## Leben
Juan Martínez Abades zeigte schon als Kind Talent für Malerei und Musik. Seine Schulausbildung erhielt er am Real Instituto Jovellanos in Gijón. Es zeigte sich hier sein künstlerisches Talent, unter anderem kopierte er Zeichnungen der dortigen Sammlung. 1880 immatrikulierte er sich in der Escuela de Bellas Artes de San Fernando de Madrid [Schule der Schönen Künste San Fernando von Madrid] ein, an der Escuela Especial de Pintura, Escultura y Grabado [Spezialschule für Malerei, Bildhauerei und Gravur].  Zur selben Zeit erhielt er auch Privatunterricht bei Ignacio Suárez-Llanos (1830–1881) und dem Bildhauer José Gragera (1818–1898) in deren Ateliers. Er wurde Gardagas Assistent. In diesen ersten Jahren malte er vor allem Landschaftsbilder, Porträts und Dekorationen. Daneben malte er historische Szenen wie La muerte de Mesalina [Der Tod der Messalina]. Dieses Gemälde reichte er 1884 bei der Exposición Nacional de Bellas Artes [Nationale Ausstellung der Schönen Künste] ein. In den Sommermonaten hielt er sich in Gijón auf, wo er sich auf Meeresmotive spezialisierte. 1886 malte er sein erstes Seegemälde. Er war einer der fleißigsten Schüler der Schule. Bei nationalen Ausstellungen reichte er bis 1887 mehrere Gemälde ein. 1888 erhielt er ein Stipendium Diputación de Oviedo für eine Studienreise nach Rom. Von 1888 bis 1890 lebte er in Rom und studierte an der Accademia di San Luca. Während dieser Zeit bereiste er Italien, war in Venedig, Genua, Florenz und Neapel, besuchte viele Museen und Ausstellungen und holte sich am Meer und in vielen Häfen Inspiration. Nach seiner Rückkehr nach Spanien ließ er sich in Madrid nieder. Er begann für die Zeitung Blanco y Negro als Illustrator zu arbeiten. Im Sommer reiste er weiterhin für Naturstudien ans Meer. 1890 reichte er bei der Exposición Nacional de Bellas Artes das Gemälde El Viático a bordo ein. Hierfür erhielt er eine Medaille zweiter Klasse. 1891 stellte er auf der Internationalen Kunstmesse in Berlin aus. 1892 erhielt er eine weitere Medaille zweiter Klasse. 1893 stellte er in Chicago aus. 1901erhielt er bei der Exposición Nacional de Bellas Artes, bei der er acht Gemälde ausstellte, seine erste Medaille erster Klasse. Er nahm auch an den Exposiciones del Círculo de Bellas Artes [Ausstellungen des Kreises der Schönen Künste teil]. Bei den Zeitschriften Blanco y Negro, La Caricatura und Madrid Cómico arbeitete er als Illustrator. In seinen letzten Lebensjahren arbeitete er vor allem als Illustrator und Liedkomponist. Seine Arbeiten waren anerkannt und die Tantiemen für seine Lieder sorgten finanziell für ein vergleichsweise hohes Einkommen. Er malte weiterhin Bilder mit Meeresmotiven, vor allem in seiner Sommerresidenz Ribadesella, aber ohne den früheren Erfolg. 1910 stellte er bei der Exposition Universelle in Brüssel, 1911 in Rom, 1914 in Havanna und 1916 in Panama aus. 1913 wurde im Salón Iturrioz in Madrid eine große anthologische Ausstellung mit seinen Werken organisiert. Bis zu seinem Tod 1920 verfertigte er weiterhin Liedkompositionen, Illustrationen und Meeresbilder.
Insgesamt errang er mehrere Medaillen in Gold bei den Exposiciones Nacionales de Bellas Artes. Er wurde mit dem Cruz de Isabel la Católica [Kreuz der katholischen Isabella] ausgezeichnet. Zum 150. Geburtstag veröffentlichte das Museu del Pueblo d’Asturies das Buch: Juan Martínez Abades. El pintor del cuplé. Da er sowohl als Maler als auch als Liedkomponist Erfolg hatte, wurde er Pintor del cuplé [Coupletmaler] genannt. Beeinflusst wurde er durch den Landschaftsmaler Carlos de Haes. Er spezialisierte sich auf sonnenbeschienene Landschaften und Meeresansichten.

## Werke (Auswahl)

### Gemälde
Im Museo del Prado befinden sich:
- El viático a bordo [Sterbesakrament an Bord], Öl auf Leinwand, Höhe: 331 cm. Breite: 459 cm, 1890. Erhielt auf der Exposición Nacional de Bellas Artes 1890 eine zweite Medaille, Museo del Prado.[8]
- Acantilados de la costa cantábrica [Steilufer an der kantabrischen Küste], Öl auf Leinwand, Höhe: 203 cm, Breite: 117 cm; Teilnahme an der Exposición Nacional de Bellas Artes 1901, Museo del Prado.[9]
- Paisaje costero [Küstenlandschaft]

In der Sammlung Carmen Thyssen-Bornemisza befinden sich:
- Recogida de algas en la Ribera del Berbés (Vigo) [Sammeln von Algen an der Ribera del Berbés], Öl auf Leinwand, Höhe: 40 cm; Breite: 76 cm, 1892[10]
- Puerto exterior y Abra de Bilbao con Punta Galea [Aussenhafen und Abra von Bilbao mit Punta Galea], Öl auf Leinwand, Höhe: 90 cm; Breite: 200 cm, 1903[11]
- Playa de la Franca, Öl auf Leinwand, Höhe: 81 cm; Breite: 120 cm, 1903[12]
- Mar Cantábrico [Kantabrisches Meer], Aquarell auf Papier, Höhe: 11 cm; Breite: 17 cm, 1900[13]
- El Sablín, Llanes, Öl auf Leinwand, Höhe: 81 cm; Breite: 120 cm, 1913[14]

Viele seiner Gemälde besitzt das Museo de Bellas Artes de Asturias in Oviedo.

### Lieder
Einige seiner Lieder waren sehr populär. Sie gingen in das Repertoire asturischer Dudelsackpfeifer über und sind heute noch immer beliebt. Für viele seiner Lieder schrieb er auch selbst die Texte.
Text und Musik stammen, wenn nicht anders angegeben, von Juan Martinez Abades.
- La alondra, Couplet für Gesang und Klavier[Digitalisat 1]
- El corsé, Couplet-Schottisch für Gesang und Klavier, 1911[Digitalisat 2]
- La paxarina, Canción asturiana für Gesang und Klavier, 1911[Digitalisat 3]
- La manola, Vals couplet, 1913[Digitalisat 4]
- Cariño, Couplet, 1914[Digitalisat 5]
- La panderetera, Canción de ambiente asturiano, 1914[Digitalisat 6][Tondokumente 1]
- Mieres del Camino, Canción asturiana für Gesang und Klavier, 1914[Digitalisat 7]
- Brisas del Bósforo, Vals lento für Klavier, 1915[Digitalisat 8]

- ¡Jenaro!, Couplet, 1915[Digitalisat 9]
- Mi nido, Couplet, 1915[Digitalisat 10]
- Paloma blanca, Canción de ambiente asturiano, 1915[Digitalisat 11]
- Ribadesella, Canción de ambiente asturiano, 1915[Digitalisat 12]
- Agua que no has de beber, 1916[Digitalisat 13][Tondokumente 2]
- ¡Asesino!, Tiempo di Vals, 1916[Digitalisat 14][Tondokumente 3]
- ¡Ay, Cipriano!, Schotis madrileño für Gesang und Klavier, 1916[Digitalisat 15][Tondokumente 4][Tondokumente 5]
- Hortensia, Vals boston für Klavier, José Ma. Vivanco gewidmet, 1916[Digitalisat 16]
- Ideal room, Tango Argentino für Klavier, 1916[Digitalisat 17]
- Liras, Canción, Text:  A. García Miranda, 1916[Tondokumente 6][15]
- Margaritina, Couplet, 1916[Digitalisat 18][Tondokumente 7]
- Pierrot, 1916[Digitalisat 19]
- Que la mar es muy traidora, 1916[Digitalisat 20][Tondokumente 8]

- Al ladrón!, Couple, 1917¡ OCLC 1004296093[Tondokumente 9]
- Agua que va río abajo, 1917[Digitalisat 21][Tondokumente 10]
- Cabraliega, 1917[Digitalisat 22]
- ¡Cálla gilguero!, 1917[Digitalisat 23]
- Celestial, 1917 OCLC 1004306861
- Chon-chon für Gesang und Klavier, 1917[Digitalisat 24]
- Cual los mozos del batán, 1917[Digitalisat 25]
- Del iris-bar, 1917 OCLC 1004298219
- ¡Dobla, campana!, 1917 OCLC 1004284683
- Duerme, neñina, Canción asturiana für Gesang und Klavier, 1917[Digitalisat 26]
- El amor de las flores, 1917 OCLC 1004298218
- Fea, 1917 OCLC 1004303861
- Flor de Thé, 1917[Digitalisat 27][Tondokumente 11]
- Ilusión y esperanza, für Gesang und Klavier, 1917[Digitalisat 28]
- La canción del arlequín, 1917 OCLC 1004277781
- Lección de piano für Gesang und Klavier, 1917 OCLC 1004279079
- Los amorios de Ana, 1917 OCLC 78654468
- Mala entraña. ¡¡Serranillo!!, 1917[Digitalisat 29][Tondokumente 12][Tondokumente 13]
- ¡Mimosa!, Canción, 1917[Digitalisat 30][Tondokumente 14][Digitalisat 31]
- Molinero, Canción, 1917[Digitalisat 32][Tondokumente 15]
- !No llores! für Gesang und Klavier, 1917[Digitalisat 33]
- Palomita de amor, 1917[Digitalisat 34]
- Ramón, 1917 OCLC 828275005
- Romerillo, 1917 OCLC 1004288735
- Si, no, si, 1917[Tondokumente 16]
- ¿Vas tu al palé?, Couplet für Gesang und Klavier, 1917 OCLC 1004298905
- !!Yo me condeno!!, 1917[Digitalisat 35]
- Amor de muñecos, 1918[Digitalisat 36][Tondokumente 17]
- Aurora y crepúsculo, 1918[Digitalisat 37]
- Buscando novio, 1918[Digitalisat 38]
- Déjame, 1918[Digitalisat 39]
- De pena en pena, 1918[Digitalisat 40]
- De Torre del Greco, 1918[Digitalisat 41]
- El amor de Lili, 1918[Digitalisat 42]
- Idilio que muere, 1918[Digitalisat 43]
- La cautiva, 1918[Digitalisat 44]
- Marinero, Couplet, 1918[Digitalisat 45][Tondokumente 18]
- No por mucho madrugar, 1918[Digitalisat 46]
- Ojos que le vieron ir..., 1918[Digitalisat 47]
- Que es de vidrio tu tejado, 1918[Digitalisat 48]
- !Quisiera!, 1918[Digitalisat 49]
- !Sígueme así mirando!, 1918[Digitalisat 50]
- Y ayer se cayó una torre, 1918[Digitalisat 51]
- !Como las mareas!, Couplet, 1919[Digitalisat 52][Tondokumente 19]
- ¡Cómo tendré el corazón!, 1919[Digitalisat 53]
- La balastrera, 1919[Digitalisat 54]
- Mari-mariposilla, 1919[Digitalisat 55]
- Pirinola, Couplet, 1919[Digitalisat 56]
- El gomoso[Tondokumente 20]
- En el ascensor, Couplet[Tondokumente 21]

## Einspielungen
- A Mala entraña / B Calla jilguero. Consuelo Mayendía, Camden (New Jersey), Victor Talking Machine Company, 1917[17]
- A Amor de muñecos / B Ay Cipriano.  Pilar Alonso, Pasajes (Guipuzcoa), Pathé 1917[18]
- A Milonguita / B Mimosa.  Raquel Meller y Pepita Ramos, Odeón, 1927[19]

## Tondokumente
1. ↑  La pandereta, Seite B als Tondokument in der Biblioteca Digital Hispánica der Biblioteca Nacional de España. Interpreten: Olimpia d'Avigny mit Orchesterbegleitung
2. ↑  Agua que no has de beber als Tondokument in der Biblioteca Digital Hispánica der Biblioteca Nacional de España. Interpreten: La Goya con acompañamiento de orquesta bajo la dirección del maestro Marquina
3. ↑  ¡Asesino! Seite B als Tondokument in der Biblioteca Digital Hispánica der Biblioteca Nacional de España. Interpreten: Olimpia d'Avigny
4. ↑  ¡Ay, Cipriano! als Tondokument in der Biblioteca Digital Hispánica der Biblioteca Nacional de España. Interpretin: Pilar Alonso, 1917?
5. ↑  !Ay Cipriano, Pianolarolle als Tondokument in der Biblioteca Digital Hispánica der Biblioteca Nacional de España.
6. ↑  Liras als Tondokument in der Biblioteca Digital Hispánica der Biblioteca Nacional de España. Interpreten: La Goyita mit Orchesterbegleitung
7. ↑  Margaritina als Tondokument in der Biblioteca Digital Hispánica der Biblioteca Nacional de España. Interpreten: Olimpia d'Avigny
8. ↑  Que la mar es muy traidora Pianolarolle als Tondokument in der Biblioteca Digital Hispánica der Biblioteca Nacional de España.
9. ↑  Ladrón als Tondokument in der Biblioteca Digital Hispánica der Biblioteca Nacional de España. Interpreten: Zazá con acompañamiento de orquesta bajo la dirección del maestro Marquina
10. ↑  Agua que va río abajo, Pianolarolle als Tondokument in der Biblioteca Digital Hispánica der Biblioteca Nacional de España.
11. ↑  Flor de Thé als Tondokument in der Biblioteca Digital Hispánica der Biblioteca Nacional de España. Interpreten: Consuelo Mayendía
12. ↑  Mala entraña. ¡¡Serranillo!! Pianolarolla als Tondokument in der Biblioteca Digital Hispánica der Biblioteca Nacional de España. Interpreten: La Goya con acompañamiento de orquesta bajo la dirección del maestro Marquina
13. ↑  Mala entraña. ¡¡Serranillo!! als Tondokument in der Biblioteca Digital Hispánica der Biblioteca Nacional de España. Interpreten: Consuelo Mayendía mit Orchesterbegleitung
14. ↑  ¡Mimosa! als Tondokument in der Biblioteca Digital Hispánica der Biblioteca Nacional de España. Interpreten: Raquel Meller
15. ↑  El molinero, Seite B als Tondokument in der Biblioteca Digital Hispánica der Biblioteca Nacional de España. Interpreten: Emilia Bracamonte mit Orchesterbegleitung
16. ↑  Si, no, si Seite B als Tondokument in der Biblioteca Digital Hispánica der Biblioteca Nacional de España. Interpreten: La Goya con acompañamiento de orquesta bajo la dirección del maestro Marquina
17. ↑  Amor de muñecos als Tondokument in der Biblioteca Digital Hispánica der Biblioteca Nacional de España. Interpretin: Pilar Alonso
18. ↑  Marinero als Tondokument in der Biblioteca Digital Hispánica der Biblioteca Nacional de España. Interpreten: Conchita Ulía mit Orchesterbegleitung
19. ↑  !Como las mareas! als Tondokument in der Biblioteca Digital Hispánica der Biblioteca Nacional de España. Interpreten: Raquel Meller mit Orchesterbegleitung
20. ↑  El gomoso Seite B als Tondokument in der Biblioteca Digital Hispánica der Biblioteca Nacional de España. Interpreten: Sr Crespo mit Orchesterbegleitung
21. ↑  En el ascensor Pianolarolle als Tondokument in der Biblioteca Digital Hispánica der Biblioteca Nacional de España.

## Digitalisate
1. ↑  La alondra als Digitalisat in der Biblioteca Digital Hispánica der Biblioteca Nacional de España
2. ↑  El corsé als Digitalisat in der Biblioteca Digital Hispánica der Biblioteca Nacional de España
3. ↑  La paxarina  als Digitalisat in der Biblioteca Digital Hispánica der Biblioteca Nacional de España
4. ↑  La manola Digitalisat in der Biblioteca Digital Hispánica der Biblioteca Nacional de España
5. ↑  Cariño als Digitalisat in der Biblioteca Digital Hispánica der Biblioteca Nacional de España
6. ↑  La panderetera als Digitalisat in der Biblioteca Digital Hispánica der Biblioteca Nacional de España
7. ↑  Mieres del Camino, als Tondokument in der Biblioteca Digital Hispánica der Biblioteca Nacional de España. Interpreten: Raquel Meller
8. ↑  Brisas del Bósforo als Digitalisat in der Biblioteca Digital Hispánica der Biblioteca Nacional de España
9. ↑  ¡Jenaro! als Digitalisat in der Biblioteca Digital Hispánica der Biblioteca Nacional de España
10. ↑  Mi nido als Digitalisat in der Biblioteca Digital Hispánica der Biblioteca Nacional de España
11. ↑  Paloma blanca als Digitalisat in der Biblioteca Digital Hispánica der Biblioteca Nacional de España
12. ↑  Ribasadella als Digitalisat in der Biblioteca Digital Hispánica der Biblioteca Nacional de España
13. ↑  Agua que no has de beber als Digitalisat in der Biblioteca Digital Hispánica der Biblioteca Nacional de España
14. ↑  ¡Asesino! als Digitalisat in der Biblioteca Digital Hispánica der Biblioteca Nacional de España
15. ↑  ¡Ay, Cipriano! als Digitalisat in der Biblioteca Digital Hispánica der Biblioteca Nacional de España
16. ↑  Hortensia  als Digitalisat in der Biblioteca Digital Hispánica der Biblioteca Nacional de España
17. ↑  Ideal room als Digitalisat in der Biblioteca Digital Hispánica der Biblioteca Nacional de España
18. ↑  Margaritina als Digitalisat in der Biblioteca Digital Hispánica der Biblioteca Nacional de España
19. ↑  Pierrot  als Digitalisat in der Biblioteca Digital Hispánica der Biblioteca Nacional de España
20. ↑  Que la mar es muy traidora  als Digitalisat in der Biblioteca Digital Hispánica der Biblioteca Nacional de España
21. ↑  Agua que va río abajo als Digitalisat in der Biblioteca Digital Hispánica der Biblioteca Nacional de España
22. ↑  Cabraliega als Digitalisat in der Biblioteca Digital Hispánica der Biblioteca Nacional de España
23. ↑  ¡Calla Gilguero!  als Digitalisat in der Biblioteca Digital Hispánica der Biblioteca Nacional de España
24. ↑  Chon-chon als Digitalisat in der Biblioteca Digital Hispánica der Biblioteca Nacional de España
25. ↑  Cual los mozos del batán als Digitalisat in der Biblioteca Digital Hispánica der Biblioteca Nacional de España
26. ↑  Duerme, neñina als Digitalisat in der Biblioteca Digital Hispánica der Biblioteca Nacional de España
27. ↑  Flor de te als Digitalisat in der Biblioteca Digital Hispánica der Biblioteca Nacional de España
28. ↑  Ilusión y esperanza als Digitalisat in der Biblioteca Digital Hispánica der Biblioteca Nacional de España
29. ↑  Mala entraña. ¡¡Serranillo!! als Digitalisat in der Biblioteca Digital Hispánica der Biblioteca Nacional de España
30. ↑  ¡Mimosa! als Digitalisat in der Biblioteca Digital Hispánica der Biblioteca Nacional de España
31. ↑  ¡Mimosa! Pianolarolle als Digitalisat in der Biblioteca Digital Hispánica der Biblioteca Nacional de España
32. ↑  Molinero  als Digitalisat in der Biblioteca Digital Hispánica der Biblioteca Nacional de España
33. ↑  !No llores!  als Digitalisat in der Biblioteca Digital Hispánica der Biblioteca Nacional de España
34. ↑  Palomita de amor als Digitalisat in der Biblioteca Digital Hispánica der Biblioteca Nacional de España
35. ↑  !!Yo me condeno!! als Digitalisat in der Biblioteca Digital Hispánica der Biblioteca Nacional de España
36. ↑  Amor de muñecos als Digitalisat in der Biblioteca Digital Hispánica der Biblioteca Nacional de España
37. ↑  Aurora y crepúsculo als Digitalisat in der Biblioteca Digital Hispánica der Biblioteca Nacional de España
38. ↑  Buscando novio als Digitalisat in der Biblioteca Digital Hispánica der Biblioteca Nacional de España
39. ↑  Déjame als Digitalisat in der Biblioteca Digital Hispánica der Biblioteca Nacional de España
40. ↑  De pena en pena als Digitalisat in der Biblioteca Digital Hispánica der Biblioteca Nacional de España
41. ↑  De Torre del Greco als Digitalisat in der Biblioteca Digital Hispánica der Biblioteca Nacional de España
42. ↑  El amor de Lili als Digitalisat in der Biblioteca Digital Hispánica der Biblioteca Nacional de España
43. ↑  Idilio que muere als Digitalisat in der Biblioteca Digital Hispánica der Biblioteca Nacional de España
44. ↑  La cautiva als Digitalisat in der Biblioteca Digital Hispánica der Biblioteca Nacional de España
45. ↑  Marinero als Digitalisat in der Biblioteca Digital Hispánica der Biblioteca Nacional de España
46. ↑  No por mucho madrugar als Digitalisat in der Biblioteca Digital Hispánica der Biblioteca Nacional de España
47. ↑  Ojos que le vieron ir... als Digitalisat in der Biblioteca Digital Hispánica der Biblioteca Nacional de España
48. ↑  Que es de vidrio tu tejado als Digitalisat in der Biblioteca Digital Hispánica der Biblioteca Nacional de España
49. ↑  !Quisiera! als Digitalisat in der Biblioteca Digital Hispánica der Biblioteca Nacional de España
50. ↑  !Sígueme así mirando!  als Digitalisat in der Biblioteca Digital Hispánica der Biblioteca Nacional de España
51. ↑  Y ayer se cayó una torre als Digitalisat in der Biblioteca Digital Hispánica der Biblioteca Nacional de España
52. ↑  !Como las mareas! als Digitalisat in der Biblioteca Digital Hispánica der Biblioteca Nacional de España
53. ↑  ¡Cómo tendré el corazón! als Digitalisat in der Biblioteca Digital Hispánica der Biblioteca Nacional de España
54. ↑  La balastrera als Digitalisat in der Biblioteca Digital Hispánica der Biblioteca Nacional de España
55. ↑  Mari-mariposilla als Digitalisat in der Biblioteca Digital Hispánica der Biblioteca Nacional de España
56. ↑  Pirinola als Digitalisat in der Biblioteca Digital Hispánica der Biblioteca Nacional de España